# Silvio José Báez Ortega
Silvio José Báez Ortega O.C.D. (Masaya, 28 de abril de 1958) é um prelado nicaraguense da Igreja Católica. Ele obteve um doutorado pela Pontifícia Universidade Gregoriana, e depois serviu principalmente na Guatemala e no Vaticano de 1989 a 2009. Em 2009, o Papa Bento XVI o nomeou bispo auxiliar da Arquidiocese de Manágua. Ele deixou a Nicarágua e se exilou em abril de 2019 após receber ameaças contra sua vida.

## Início da vida
Báez frequentou o Colégio Salesiano de Masaya, depois a Universidade Centro-Americana (UCA) em Manágua, onde estudou engenharia, antes de deixar a universidade em 1979 para se matricular no seminário dos Carmelitas Descalços na Costa Rica. Completou seus estudos em filosofia e teologia no Instituto Teológico da América Central em San José, Costa Rica.

## Ordenação e carreira acadêmica
Báez foi ordenado em 15 de janeiro de 1984 em San Ramón, Alajuela, Costa Rica. Em seguida, formou-se em Sagrada Escritura no Pontifício Instituto Bíblico. Depois, serviu na Guatemala como Reitor do Seminário dos Padres Carmelitas Descalços. Retornando a Roma, completou seus estudos de doutorado em Sagrada Escritura e Exegese na Pontifícia Universidade Gregoriana. Ele também fez cursos de especialização na École Biblique em Jerusalém.
Durante a década seguinte ocupou vários cargos acadêmicos: na Universidade "Francisco Marroquín" da Guatemala (1989–1994), na Universidade "Rafael Landívar" na Guatemala (1989–1991) e no Seminário Maior La Asunción em Guatemala (1991–1992), como Professor de Espiritualidade Bíblica na Pontifícia Universidade Urbaniana de Roma (2002). Ingressou no corpo docente da Pontifícia Faculdade Teológica Teresianum em 1994, tornando-se vice-presidente da faculdade e editor da revista de teologia Teresianum. 

## Bispo auxiliar de Manágua
Em 9 de abril de 2009, o Papa Bento XVI nomeou Báez bispo titular de Zica e bispo auxiliar de Manágua. Serviu como Vigário Geral da Arquidiocese de Manágua, presidente da Comissão de Vida Consagrada e presidente do Seminário da Conferência Episcopal da Nicarágua. 
Báez e outros líderes católicos na Nicarágua serviram como intermediários entre os manifestantes e o governo do presidente Daniel Ortega desde que uma onda de protestos contra o governo começou em abril de 2018.  Ele, juntamente com o cardeal Leopoldo Brenes Solorzano de Manágua, o arcebispo Waldemar Sommertag, o Núncio Apostólico e outros clérigos foram feridos por forças paramilitares pró-governo em 9 de julho de 2018 enquanto tentavam proteger a Basílica de São Sebastião em Diriamba e libertar manifestantes antigovernamentais que se refugiaram no interior. A delegação clerical viajou para Diriamba após o assassinato de 17 pessoas na área em 7 e 8 de julho. Báez foi vocal em suas críticas à repressão violenta do governo Ortega. Em outubro de 2018, Ortega e seus apoiadores acusaram Báez de planejar um golpe. Funcionários do governo relataram ter sido forçados a assinar uma carta reiterando as alegações e pedindo ao Papa Francisco que retirasse Báez. uma investigação do jornal espanhol El Español descobriu que a fita de áudio produzida como prova contra Báez havia sido adulterada.

Em 4 de abril de 2019, Báez se encontrou em particular com o Papa Francisco. Em 10 de abril, Báez anunciou que o Papa Francisco havia pedido que ele viesse a Roma indefinidamente. Báez também confirmou que a embaixadora dos EUA na Nicarágua, Laura Farnsworth Dogu, lhe disse em 2018 que ele era alvo de um plano de assassinato. Ele mantém seu título e continua, conforme instruído pelo Papa Francisco, a abster-se de discutir a situação na Nicarágua. Atualmente, é membro do corpo docente e professor de Escritura no Seminário Regional de São Vicente de Paulo, Boynton Beach.